# Alegeri legislative în Italia, 1913
Alegerile legislative din anul 1913 au avut loc la 26 octombrie (primul tur de scrutin), și 2 noiembrie (al doilea tur de scrutin). 

## Camera deputaților
|                        | total     | procente (%) | procente (%)              |  |
| ---------------------- | --------- | ------------ | ------------------------- |  |
| Înscriși pe listă      | 8.672.000 |              |                           |  |
| Votanți                | 5.100.615 | 58,8         | (din numărul de electori) |  |
| Voturi valide          |           |              | (din numărul de votanți)  |  |
| Voturi nevalidate      |           |              | (din numărul de votanți)  |  |
| din care buletine albe |           |              | (din numărul de votanți)  |  |

| Partide                                 | Partide | voturi | voturi (%) | locuri |
| --------------------------------------- | ------- | ------ | ---------- | ------ |
| Catolicii                               |         |        | 4,5        | 34     |
| Liberalii                               |         |        | 51,0       | 260    |
| Partidul Democratic Constituțional      |         |        | 4,8        | 40     |
| Naționaliști                            |         |        | 0,6        | 5      |
| Radicali                                |         |        | 8,6        | 73     |
| Republicani                             |         |        | 1,2        | 8      |
| Republicani independeți                 |         |        | 0,9        | 9      |
| Partidul Socialist Reformist Italian    |         |        | 2,6        | 21     |
| PSI                                     |         |        | 7,5        | 47     |
| Socialiști independenți și sindicaliști |         |        | 0,8        | 11     |
| Alții                                   |         |        | 17,5       | 0      |
| Total                                   | Total   |        | 100,00     | 508    |